# Новая Сыромятническая улица
Но́вая Сыромя́тническая улица — улица в центре Москвы в Басманном районе, расположена во внутреннем квартале между железнодорожной линией и Нижней Сыромятнической улицей.

## Происхождение названия
Название возникло в системе Сыромятнических улиц бывшей Сыромятнической дворцовой конюшенной слободе, которая возникла в XVI веке. Новая Сыромятническая улица возникла позже других.

## Описание
Новая Сыромятническая улица располагается в квартале, ограниченном железнодорожными путями Курского направления и Малого кольца МЖД и Нижней Сыромятнической улицей. Выходит на Сыромятническую набережную в непосредственной близости к железнодорожному мосту через Яузу.